# Johan Batista
Johan Antonio Batista (ur. 13 czerwca 1994) – dominikański zapaśnik walczący w stylu klasycznym. Zajął czternaste miejsce na mistrzostwach świata w 2017 roku. 
Piąty na igrzyskach panamerykańskich w 2023 i siódmy w 2019. Wicemistrz panamerykański w 2017 i 2022. Brązowy medalista igrzysk boliwaryjskich w 2017 roku.